# Walkin' on the Sun
«Walkin' on the Sun» es una canción de la banda estadounidense de rock alternativo Smash Mouth, lanzado a través de Interscope Records el 30 de junio de 1997 como el primer sencillo de su primer álbum de estudio Fush Yu Mang (1997). La canción fue el primer sencillo importante de Smash Mouth, alcanzando el número 1 en la lista Billboard Modern Rock Tracks de y el número 2 en la lista Billboard Hot 100 Airplay. También fue un éxito en el extranjero, alcanzando el puesto número 3 en Canadá e Islandia, el número 5 en Italia y España y el número 7 en Australia, donde obtuvo la certificación de platino por envíos superiores a 70.000.

## Video musical
El video musical que acompaña a la canción comienza con cada miembro de la banda, uno a la vez, caminando por un callejón oscuro. Luego, la banda toca en una habitación mientras las escenas de Harwell presionando un control remoto hacen que aparezcan dos chicas en una cámara. Luego, la banda toca en una playa mientras los bañistas bailan a su alrededor. Luego, la escena cambia a la banda tocando frente a las dos mismas chicas en un área llena de luces brillantes intermitentes. Luego se muestra una carrera de resistencia en la calle donde un hot rod amarillo compite contra un hot rod naranja en el que se encuentra la banda. Sin embargo, en medio de la carrera, el hot rod naranja choca y los asistentes a la carrera y la jueza de carrera corren. a la escena. La banda todavía toca mientras está tirada en el suelo a pesar del choque. El video termina con ellos inclinándose cerca de la cámara.

## Lista de canciones
| Australian y UK CD single |                          |          |  |
| N.º                       | Título                   | Duración |  |
| 1.                        | «Walkin' on the Sun»     | 3:25     |  |
| 2.                        | «Sorry About Your Penis» | 1:23     |  |
| 3.                        | «Dear Inez»              | 2:50     |  |
| 4.                        | «Push»                   | 2:49     |  |

| UK cassette single y European CD single |                      |          |  |
| N.º                                     | Título               | Duración |  |
| 1.                                      | «Walkin' on the Sun» | 3:25     |  |
| 2.                                      | «Push»               | 2:49     |  |

| EP (Edición japonesa) |                                                        |          |  |
| N.º                   | Título                                                 | Duración |  |
| 1.                    | «Walkin' on the Sun»                                   |          |  |
| 2.                    | «Sorry About Your Penis»                               |          |  |
| 3.                    | «Dear Inez»                                            |          |  |
| 4.                    | «Push»                                                 |          |  |
| 5.                    | «Walkin' on the Sun» (Love Attack mix)                 |          |  |
| 6.                    | «Walkin' on the Sun» (Phant 'N' Phunky Sunstroke club) |          |  |

## Posicionamiento en listas
| Lista (1997–1998)                      | Mejor posición |
| -------------------------------------- | -------------- |
| Alemania (Offizielle Deutsche Charts)  | 90             |
| Australia (ARIA)                       | 7              |
| Canadá (RPM Top Singles)               | 3              |
| Escocia (Scottish Singles Sales Chart) | 22             |
| España (AFYVE)                         | 5              |
| Europe (Eurochart Hot 100)             | 66             |
| Islandia (Íslenski Listinn Topp 40)    | 3              |
| Italia (Musica e dischi)               | 5              |
| Países Bajos (Mega Single Top 100)     | 76             |
| Nueva Zelanda (Recorded Music NZ)      | 27             |
| Reino Unido (UK Singles Chart)         | 19             |
| Suecia (Sverigetopplistan)             | 42             |
| Estados Unidos (Radio Songs)           | 2              |
| Estados Unidos (Adult Top 40)          | 1              |
| Estados Unidos (Alternative Airplay)   | 1              |
| Estados Unidos (Mainstream Rock)       | 13             |
| Estados Unidos (Mainstream Top 40)     | 2              |